# Malowica
Malowica (bułg. Мальовица) – szczyt pasma górskiego Riła, w Bułgarii, o wysokości 2729 m n.p.m. Północne stoki Malowicy są wykorzystywane do wspinaczki przez alpinistów, ponieważ są niemal pionowe i trudno dostępne. Na północ od szczytu znajduje się płaskowyż Malowo pole, na którym położone są trzy jeziora nazywane Malowiszkimi ezerami. W północno-wschodniej części znajduje się cyrk lodowcowy, u podnóża którego położone są dwa jeziora nazywane Elenskimi ezerami. Na zboczach szczytu swoje źródła posiada rzeka Malowica, tworząca dolinę, która jest miejscem częstych lawin. O szczycie Malowica piosenkę napisał Sławi Asenow.
Rejon wokół szczytu wraz z pobliskim kurortem jest często odwiedzany przez turystów. W kurorcie Malowica znajdują się stoki narciarskie dla narciarzy i snowboardzistów. Przy szczycie położone jest schronisko Malowica, od którego odchodzą szlaki turystyczne na wierzchołek Malowicy.

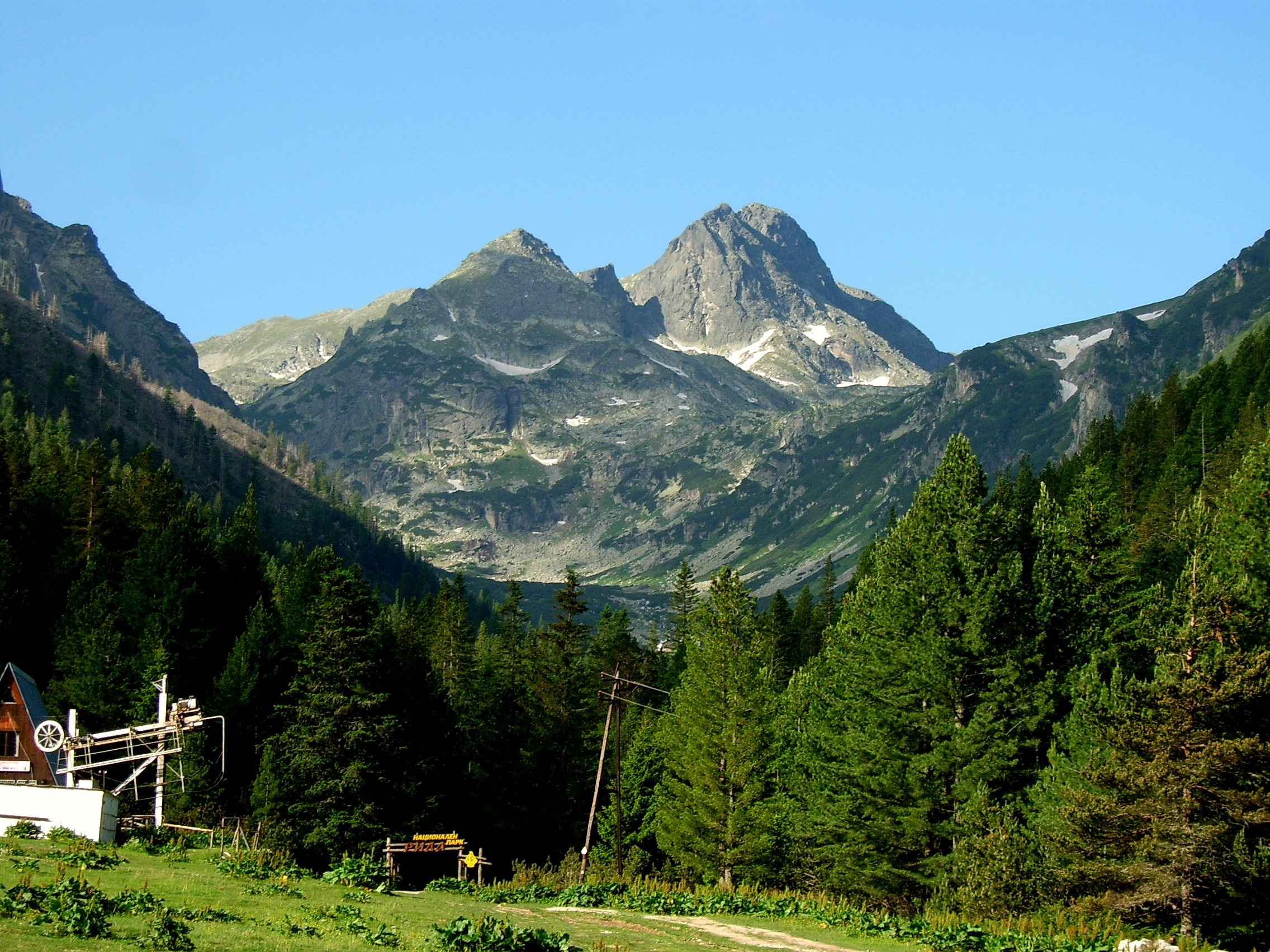
Malowica latem